# Stordammen (Danmarks socken, Uppland)
Stordammen är en sjö som ligger i norra Lunsen nära Sävja i Uppsala kommun i Uppland och ingår i Norrströms huvudavrinningsområde. Den är avlång med en längd på ungefär 270 meter. Stordammen har givit namn åt den närbelägna skolan Stordammen (F-6) som sedan 2013 är sammanslagen med den närliggande Sävjaskolan som även har högstadieklasser.